# Машкуль-Сен-Мем
Машкуль-Сен-Мем (фр. Machecoul-Saint-Même) — муніципалітет у Франції, у регіоні Пеї-де-ла-Луар, департамент Атлантична Луара. Машкуль-Сен-Мем утворено 1 січня 2016 року шляхом злиття муніципалітетів Машкуль i Сен-Мем-ле-Теню. Адміністративним центром муніципалітету є Машкуль. Населення — 7642 особи (01.01.2021).